# Cyperus soongoricus
Cyperus soongoricus là loài thực vật có hoa trong họ Cói. Loài này được Kar. & Kir. mô tả khoa học đầu tiên năm 1841.